# Harmonistenorden

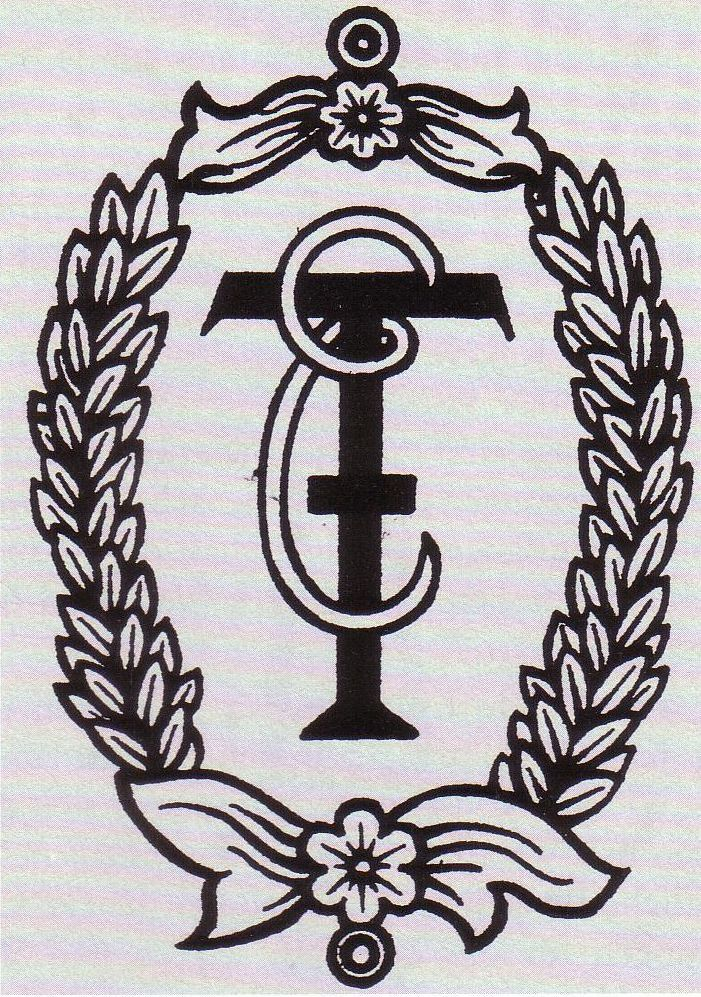
Harmonistenzeichen

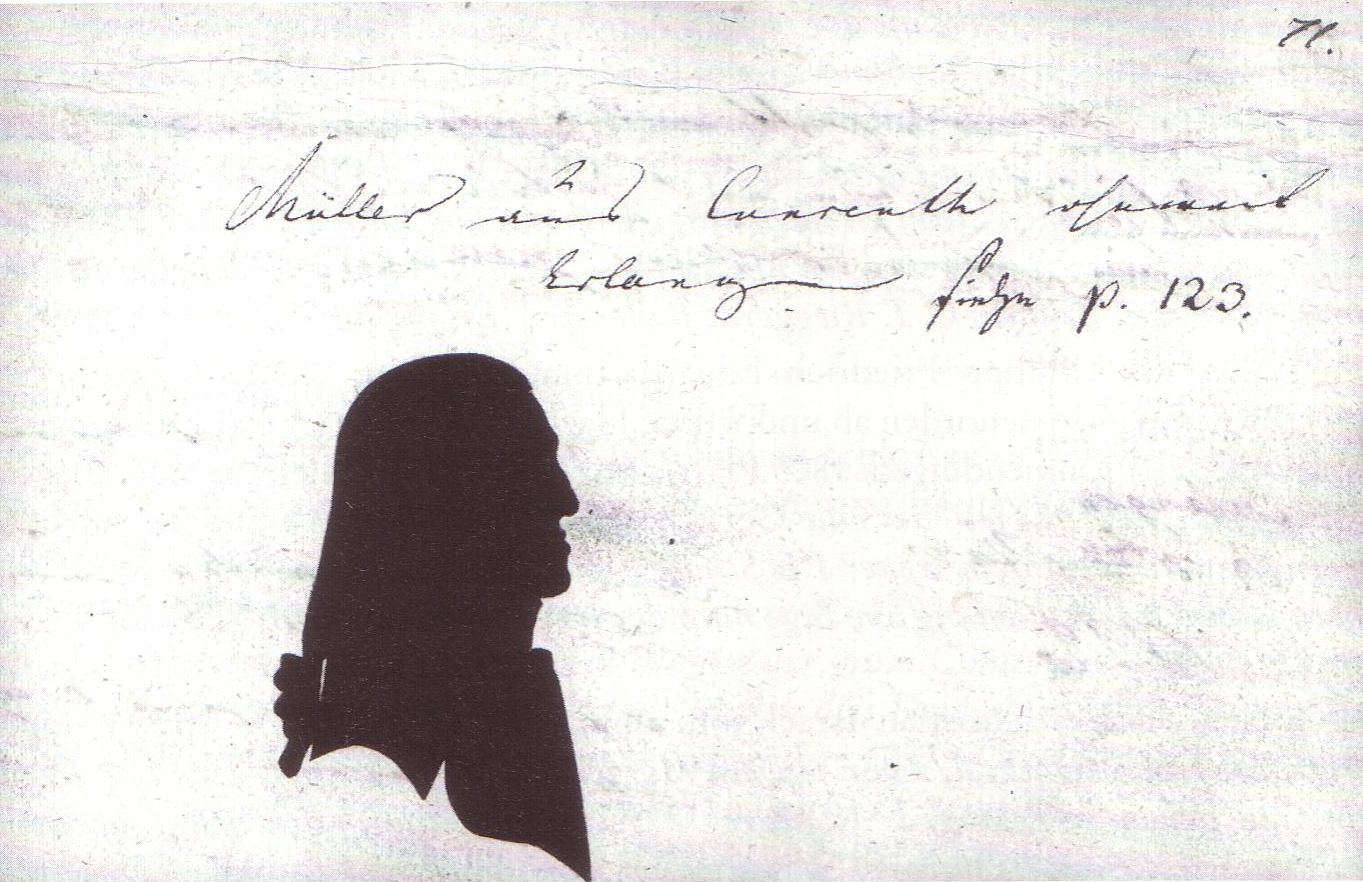
Friedrich Müller als Harmonistensenior (1799)

Der Harmonistenorden war ein Studentenorden, der 1764 zur Zeit der Aufklärung in Jena gestiftet und 1804 aufgelöst wurde.

## Geschichte
Das Symbolum war PNP – Post Nubila Phoebus. Die Bräuche waren dem Schottischen System der Freimaurerei entlehnt.
Nach einem Jenaer Stammbuch aus dem Jahre 1766 zerfiel der Harmonistenorden in Logen und Grade. Die Grade waren Lehrling, Geselle und Meister. Darüber hinaus sollen noch vier weitere Grade bestanden haben. Es ist nicht ausgeschlossen, dass der Name des Ordens mit der Leibniz-Wolffschen Philosophie in Beziehung steht.
Gottfried Wilhelm Leibniz hat den Satz von der Prästabilierten Harmonie alles Weltgeschehens aufgestellt. Es lag nahe, den Maßstab der Harmonie auch an das sittliche Verhältnis des einzelnen Menschen anzulegen. Die Harmonisten nannten sich auch „Schwarze Brüder“. Die Jenaer Loge hieß „Zum rothen Stein“. Der Zirkel  des Ordens hatte sieben verteilte Punkte.

## Bekannte Mitglieder
- Friedrich von Müller (1779–1849), Staatskanzler des Großherzogtums Sachsen-Weimar-Eisenach, Freund Goethes
- Carl Christian Friedrich Glenck (1779–1845), deutscher Salinist, Bohrspezialist und Unternehmer
- Carl von Grolman (1775–1829), Ministerpräsident des Großherzogtums Hessen
- Johann Heinrich Kipp (1771–1833), deutscher Jurist und Politiker, Bürgermeister von Lübeck
- Isaac von Sinclair (1775–1815), deutscher Diplomat und Schriftsteller, Freund des Dichters Friedrich Hölderlin
- August von Herder (1776–1838), Oberberghauptmann in Freiberg, Patensohn von Goethe